# 贾应忠
贾应忠（1965年—），青海湟源人。男，汉族。

## 生平
1983年8月参加工作，1984年10月加入中国共产党。兰州大学毕业，青海省委党校在职研究生学历。历任青海省湟源县委副书记、玉树藏族自治州人民政府副州长、州委书记等职。2014年5月任青海省住房和城乡建设厅厅长。2016年1月，当选青海省第十二届人民代表大会常务委员会秘书长。